# Liophis viridis
Liophis viridis este o specie de șerpi din genul Liophis, familia Colubridae, descrisă de Albert Günther în anul 1862. A fost clasificată de IUCN ca specie cu risc scăzut. Conform Catalogue of Life specia Liophis viridis nu are subspecii cunoscute.